# كامدن تاون
كامدن تاون (بالإنجليزية: Camden Town)‏، أو اختصاراً كامدن هي مدينة داخلية في منطقة لندن.

## أعلام
- تيري مانشيني
- جون ديزموند برنال
- كاثي بورك
- جاست جاك
- تيري بورتون
- فين اندروز
- بيغي سيمبسون
- إيمي واينهاوس